# Genoveška škola
Genoveška škola (tal. Scuola genovese) bio je kulturni i umjetnički pokret koji se razvio 1960-ih u Genovi te je prvenstveno povezan s kantautorskim izričajem. Teme pjesama su nerijetko osobne ispovijesti ili društveno angažirane teme, opisujući likove s rubova društva. Zapaženi oblik izraza genoveške škole je balada bliska šansoni. Izričaj genoveške škole ostavio je dubok trag na hrvatsku glazbu kroz utjecaj na stvaralaštvo i govor kantautora Arsena Dedića (1938. – 2015.), koji je s mnogim pripadnicima škole surađivao i prijateljevao.

## Povijest
Pokret je označio "radikalan prekid s talijanskom tradicionalnom glazbom", prvenstveno koristeći drukčija stilska sredstva, istančanija i eklektičnija, kao i u korištenju drukčijeg jezika, realističnijeg, baveći se raznolikim temama, od osjećaja, egzistencijalnih iskustava, do politikā, ideolôgijā, rata i tema marginalizacije, s jakom individualističkom crtom i često se povezujući s francuskim egzistencijalističkim tonovima.
U najznačajnije predstavnike genoveške škole ubrajaju se Umberto Bindi, Fabrizio De André, Sergio Endrigo (rođen u Puli), Bruno Lauzi, Gino Paoli i Luigi Tenco. Dok se većina predstavnika stila glazbeno formirala u Genovi, dvojica su tamo i rođeni i odrasli (De André e Bindi), dok su se ostali kasnije doselili. Mjesto rođenja igralo je ulogu u izgradnji jezgre pokreta i u slučaju Gianfranca i Gian Piera Reverberija, genoveških glazbenika i aranžera koji su producirali mnoge umjetnike u Milanu.
Kulturni utjecaj na genovešku školu imali su brojni čimbenici, od tradicionalne talijanske i ligurske lirike (Camillo Sbarbaro, Cesare Pavese, Giorgio Caproni, Riccardo Mannerini), preko francuske i angloameričke književnosti 20. stoljeća, (Jean-Paul Sartre, Raymond Queneau, a na Andréa je snažno utjecala zbirka poezije Spoon River Anthology Edgara Leeja Mastersa iz 1915.), do anarhističkih ideja i filozofije (posebno Tenco, De André e Paoli), frankofoni autori kao što su Charles Aznavour, Jacques Brel, George Brassens te Leonard Cohen, kao i američki folk Boba Dylana.
Bruno Lauzi i Fabrizio De André često su se bavili motivima i naracijom rodnoga grada, koristeći u svojim pjesmama i značajke ligurskog govora.

## Utjecaj
Genoveška škola utjecala je na novi naraštaj talijanskih glazbenika, poput Lucia Dalle, Zucchera i drugih. U ulici Via del Campo, opjevanoj od De Andréa u jednoj od najpoznatijih pjesama genoveške škole, 2012. otvoren je muzej "Via del Campo 29 rosso" (tal.) posvećen kantautorima ove skupine.  

### Hrvatska
Via Broletto - Kud plovi ovaj brod - Io che amo solo te, Arsen Dedić i Sergio Endrigo, 1981. (HRT)

Veliki utjecaj na mene, kao osoba i kao umjetnik, imao je Gino Paoli. Kad sam čuo muziku Gina Paolija, kad smo zajedno napravili "Okus soli", tada sam osjetio ono što se zove "pobratimstvo lica u svemiru"! Vidio sam da neko dijeli sličnu sudbinu, slično gledanje na svijet, na ljubav, na muziku, i bio sam posve ohrabren. Kao da sam sreo sama sebe, kad sam sreo tog čovjeka.

Pojava genoveške škole te kantautorskog izričaja presudno je djelovala na oblikovanje stila Arsena Dedića sredinom šezdesetih godina 20. stoljeća, a posredno time, djelomično i zagrebačke škole šansone. Godine 1961., čuvši Gina Paolija, pronalazi se u novom izrazu te se otad okreće solističkoj karijeri te potrazi za vlastitim kantautorskim govorom. Osim što je bio blizak prijatelj s Paolijem (koji mu je bio i kum na vjenčanju s Gabi Novak 1973.) i Sergiom Endrigom, Dedić je obrađivao brojne pjesme genoveške škole (pogotovo na dvostrukom albumu Kantautor 1983.) te je s potonjom dvojicom često nastupao i surađivao na albumima (Rimska ploča):
- La prima compagnia (Endrigo) - Prva ljubav
- Via del Campo (De André) - U toj ulici
- Sappore di sale (Paoli) - Okus soli
- La canzone di Marinella (De André) - Priča o Marinelli
- Ofelia (Endrigo) - Ofelija
- Vedrai, vedrai (Tenco)
- Adesso si (Endrigo)
- Io so perche l'amore (Paoli) - Moja ljubav ima
- La ballata dell eroe (De André) - Balada o heroju
- La colomba (Endrigo) - Golubica
- Mani bucate (Endrigo) - Rasipne ruke
- Il tuo viso di sole (Paoli) - Sunčano lice
- 1947 (Endrigo)

Kad je prvi put došao u Zagreb, bio je to siječanj 1965. On mi je bio kao stariji brat (...) svaki od nas predočio [bi mu] nešto od toga što radi. I kad sam mu ja odsvirao »Sanjam te«, onda je rekao: »To je moj čovjek, čovjek za mene«. Eto, tako je počelo sve.

S druge strane, Dedićeve pjesme Odlazak i Kud plovi ovaj brod pjevao je na hrvatskom Sergio Endrigo. S potonjom pjesmom je i sudjelovao na splitskom festivalu 1970. godine. Endrigo je u nekoliko navrata nastupao u hrvatskom televizijskom programu s Dedićem, pri čemu su izvodili svoje pjesme, kao i na koncertima u rodnoj Puli (1990.). Nosač zvuka s mnogim Endrigovim skladbama u izvedbi hrvatskih i slovenskih umjetnika "1947- hommage a Sergio Endrigo" objavljen je u Puli 2012.
Fabrizio De André utjecao je i na hrvatski sastav Voland Le Mat, predvođen istarskim kantautorom Momirom Oljačom.

## Vanjske poveznice
- Cristiano D'Anna, Ombre tristi e delicate, la scuola genovese, LostHighways, 2009